# جفره کارراس
جفره کارراس (انگلیسی: Jofre Carreras؛ زادهٔ ۱۷ ژوئن ۲۰۰۱) بازیکن فوتبال است.